# Prolixocupes lobiceps
Prolixocupes lobiceps is een keversoort uit de familie Cupedidae. De wetenschappelijke naam van de soort is voor het eerst geldig gepubliceerd in 1874 door Leconte.